# O’zapft is!

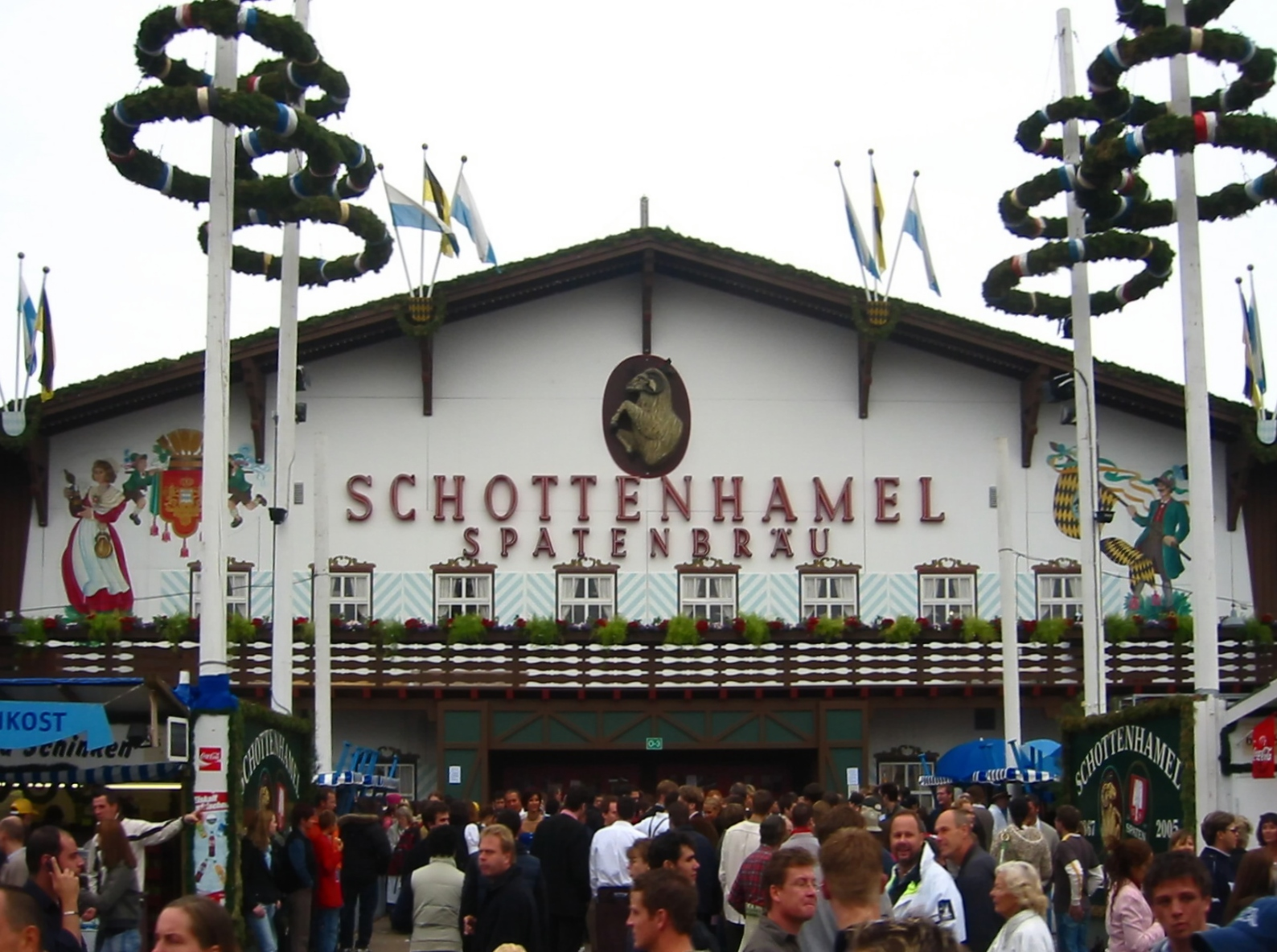
Lều bia Schottenhamel (2005)

O’zapft is! (Tiếng Bayern có nghĩa là vòi đã được đóng vào!) là câu loan báo của thị trưởng đương nhiệm của München sau khi ông đã đóng vòi thùng bia đầu tiên tại lều bia Schottenhamel, kể từ ngày khai mạc Oktoberfest ở München năm 1950. Sau đó, tiếp theo là mười hai tiếng súng như một tín hiệu rằng tất cả các lều bia có thể bắt đầu rót bia. Lễ khai mạc diễn ra hàng năm vào thứ 7 đầu tiên sau ngày 15 tháng 9 lúc 12:00 trưa. Sau tiếng gọi truyền thống: O’zapft is! là lời bày tỏ một mong ước cho một Oktoberfest yên bình (Auf eine friedliche Wiesn).

## Lịch sử
Thị trưởng München Thomas Wimmer vào ngày 16 tháng 9 năm 1950 lần đầu tiên chính thức đóng vòi vào thùng bia tại lều bia Schottenhamel ở Theresienwiese. Ly bia (1 lít) đầu tiên ông để dành cho lễ hội Oktoberfest và thành phố München, mãi đến 1980 thủ hiến Bayern, đồng thời lúc đó là ứng cử viên thủ tướng Đức Franz Josef Strauß mới đưa truyền thống mà kéo dài cho tới bây giờ, là thủ hiến Bayern sẽ nhận được ly bia đầu tiên.
Cho tới nay Christian Ude đã thành công chỉ đóng vòi 2 lần vào năm 2005 và từ 2008 cho tới 2013, cũng như Dieter Reiter từ năm 2015 tới 2017.